# Nada es igual
Nada es igual è il terzo album in studio della cantante argentino-spagnola Chenoa, pubblicato nel 2005.

## Tracce
1. Rutinas (Little Miss Hypocrite) – 4:10
2. Tengo para ti – 3:00
3. Donde estés... – 3:33
4. Nada es igual (The Sun Is Going Down) – 4:10
5. Camina (Don't Make Me) – 3:45
6. Te encontré – 4:03
7. Encadenada a tí – 3:26
8. Me enamoro del dolor – 4:00
9. Ladrón de corazones – 3:50
10. Contigo y sin tí – 4:44
11. Sol, noche y luna – 6:01